# Chignik (rivière)
Pour les articles homonymes, voir Chignik.
La rivière Chignik est un cours d'eau d'Alaska, aux États-Unis situé dans le borough de Lake and Peninsula.

## Description
Longue de 20 milles (32 km), elle prend sa source au lac Black et coule en direction du sud-est vers Chignik Lagoon à 9 milles (14 km) de Chignik, dans la chaîne des Aléoutiennes.
Son nom local a été référencé en 1899 par le lieutenant commandant Moser de l'U.S. Navy.

## Sources
- (en) « Chignik (rivière) », Geographic Names Information System